# Quốc kỳ San Marino
Quốc kỳ San Marino (tiếng Ý: Bandiera di San Marino) gồm nửa trên màu trắng và nửa dưới màu lam.